# NGC 2456
NGC 2456 é uma galáxia elíptica (E) localizada na direcção da constelação de Lynx. Possui uma declinação de +55° 29' 43" e uma ascensão recta de 7 horas, 54 minutos e 10,7 segundos.
A galáxia NGC 2456 foi descoberta em 10 de Fevereiro de 1831 por John Herschel.